# Otto Biermann
August Leo Otto Biermann (5. listopadu 1858 Těšín – 28. dubna 1909 Brno) byl český pedagog a matematik německé národnosti.

## Biografie

### Studium
Otto Biermann byl synem historika Gottlieba Biermanna, pozdějšího ředitele pražského německého gymnázia na Malé Straně. V rodném Těšíně začal studovat na gymnáziu a ve studiu pak pokračoval na gymnáziu na Malé Straně v Praze. Na této škole v roce 1876 maturoval a na podzim se zapsal na filozofickou fakultu pražské univerzity, kde studoval do konce školního roku 1877/78. V následujících dvou letech se věnoval studiu matematiky, fyziky a astronomie na univerzitě ve Vídni. V roce 1880 vykonal ve Vídni zkoušku učitelské způsobilosti, která ho opravňovala k výuce matematiky a fyziky na gymnáziích. V témže roce získal ve Vídni 19. června doktorát filozofie za disertační práci Über die Reihenentwicklung der Lösungen der Modular- und Multiplikator-Gleichungen und die Diskriminanten.
V období od 1. října 1880 do 30. září 1881 vykonával Biermann jednoroční dobrovolnou vojenskou službu, po jejímž skončení pokračoval s podporou státního stipendia ve studiu na berlínské univerzitě, kde navštěvoval ve školním roce 1881/82 především přednášky profesora Karla Weierstrasse. Berlínský pobyt sehrál v období Biermannova vědeckého zrání významnou roli. Brzy po návratu do Prahy předložil v říjnu 1882 na univerzitě v Praze habilitační práci Über die Reduction hyperelliptischer Integrale auf elliptische. 24. února 1883 byl po úspěšném habilitačním řízení jmenován soukromým docentem.

### Pedagog
Po návratu z Berlína zahájil Biermann svoji kariéru středoškolského učitele. Ve školním roce 1882/83 působil v rámci zkušebního roku jako kandidát profesury na německém gymnáziu na Novém Městě v Praze. V následujících dvou letech 1883-85 byl asistentem fyziky při fyzikálním ústavu pražské německé univerzity. Na počátku roku 1888 byl Biermann jmenován na krátkou dobu suplentem na I. německé reálce v Praze, ale v následujícím školním roce 1888/89 zůstal opět bez místa na střední škole a konal pouze přednášky na univerzitě. 25. června 1889 byl jmenován skutečným učitelem na gymnáziu v Klagenfurtu s nástupem od 1. září. V Klagenfurtu Biermann působil pouze jeden rok a již 1. července 1890 byl jmenován od 1. září skutečným učitelem na I. německé reálce v Praze.
Během 80. let se Otto Biermann zúčastnil řady konkurzů na místo profesora matematiky na několika vysokých školách. V roce 1886 se ucházel o místo na technice v Grazu, v roce 1887 na univerzitě v Czernowitz a také na německé univerzitě v Praze (jmenován byl Georg Pick), v roce 1886 poprvé na technice v Brně (jmenován byl Emanuel Czuber). V roce 1891 se ucházel o místo opět na technice v Grazu.
17. srpna 1891 jmenoval císař Biermanna (současně s Franzem Hočevarem) mimořádným profesorem na technice v Brně. Krátce nato se Biermann ucházel v roce 1892 o místo řádného profesora matematiky na německé univerzitě v Praze po odchodu Heinricha Durége do penze. Na uvolněné místo byl jmenován Georg Pick, který na univerzitě působil do té doby jako mimořádný profesor.
10. února 1894 byl Biermann jmenován v Brně řádným profesorem a 3. dubna 1896 mu byla udělena definitiva. V roce 1903 byl Biermann uvažován profesorským sborem filozofické fakulty vídeňské univerzity na místo profesora matematiky, které se uvolnilo po smrti profesora Gegenbauera. Vzhledem k Biermannovu špatnému zdravotnímu stavu byl nakonec odmítnut a jmenován byl Wilhelm Wirtinger.

### Poslední léta
Již v polovině 90. let se začalo u Biermanna projevovat zhoršení zdravotního stavu. Pravidelně každý rok žádal o několikatýdenní zdravotní dovolenou za účelem návštěvy lázní. V roce 1907 požádal o dovolenou od 7. dubna do konce prázdnin, ale k výuce se již nevrátil. 2. března 1909 požádal ze zdravotních důvodů o předčasnou penzi. Za dva měsíce poté zemřel.

## Publikace
V roce 1887 vydal Biermann v Lipsku knihu s názvem Theorie der analytischen Funktionen. Tato kniha vyšla na základě návštěv Weierstrassových přednášek v Berlíně ve školním roce 1881/82. Karl Weierstrass v té době nic z toho, o čemž přednášel, nepublikoval. Biermann nebyl zdaleka první, kdo přišel s myšlenkou obsah těchto přednášek zpracovat, jeho kniha byla ovšem asi nejznámější, protože vyvolala nevoli u samotného Weierstrasse. Třebaže je v ní řada chyb a nepřesností, své uplatnění na konci 80. let kniha našla, neboť podávala přehledné shrnutí široké látky.
V roce 1895 vydal Biermann svoji učebnici Elemente der höheren Mathematik. Kniha nese podtitul "Přednášky k přípravě ke studiu diferenciálního počtu, algebry a teorie funkcí". Svým charakterem je určena spíše studentům univerzity než studentům techniky.
Poslední kniha, kterou Biermann napsal a která vyšla v roce 1905 v Braunschweigu, nese název Vorlesungen über mathematische Näherungsmethoden. Tato kniha vznikla na základě šestileté Biermannovy výuky tohoto předmětu na brněnské technice.